# Bo Englund

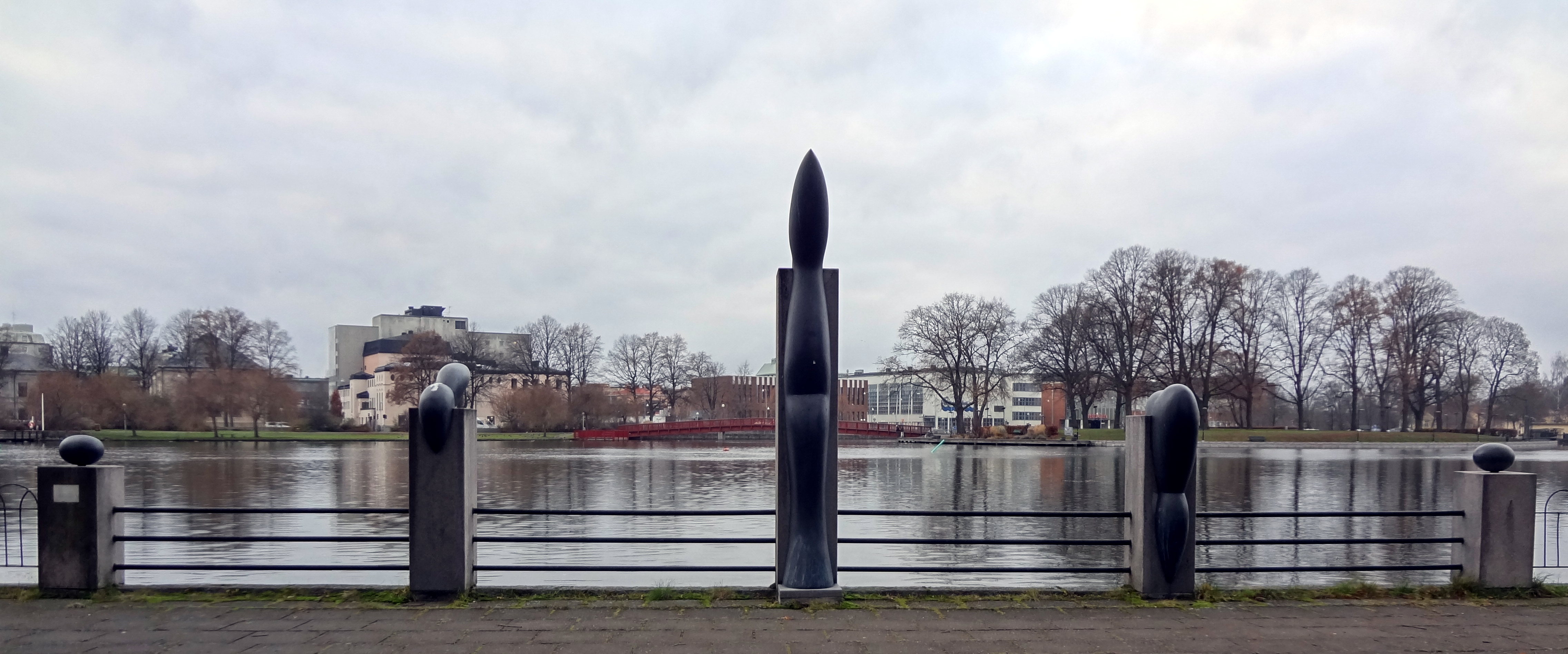
Vingspel i stadsparken på kanten till Eskilstunaån.

Bo Gustaf Englund, född 10 april 1929 i Munkfors, död 15 oktober 2022 i Strängnäs, var en svensk skulptör.
Bo Englund utbildade sig till keramiker i Tyskland, Danmark och Sverige. Han började som journalist och keramiker men blev senare skulptör.
På Kulturhuset Laxholmen i Munkfors finns en permanentutställning med verk av Bo Englund.

## Offentliga verk i urval
- På väg, Genesis, Möte, Sjöjungfru, Ying-Yang, Familjen, Ikaros väntan med flera skulpturer vid kommunhuset vid Smedsgatan i Munkfors
- Granitskulpturer i Röda bergenområdet i Stockholm

Englund finns representerad vid bland annat Örebro läns landsting.